# Хуан Себастьян Верон
Хуа́н Себастья́н Веро́н (ісп. Juan Sebastián Verón; нар. 9 березня 1975 року в Ла-Платі, Аргентина) — аргентинський футболіст, півзахисник. Виступав за збірну Аргентини.

## Біографія
Син Хуана Рамона Верона на прізвисько «Відьма» (ісп. La Bruja), знаменитого футболіста «Естудьянтеса». В цьому ж клубі розпочинав кар'єру і Хуан Себастьян. Своє прізвисько «Відьмочка» (ісп. La Brujita) Хуан Себастьян отримав за аналогією з батьковим.
Зоряним часом для Верона стали виступи за «Парму», з якою він у 1999 році виграв Кубок Італії та Кубок УЄФА, та «Лаціо», де Хуан Себастьян був ключовою фігурою у побудові Свена-Йорана Ерікссона. З римлянами Верону вдалося в сезоні 1999—2000 років стати чемпіоном Італії та виграти Кубок і Суперкубок Італії.
Після переходу в 2001 році з римського «Лаціо», у складі якого він у 2000 році став чемпіоном Італії, до англійського «Манчестер Юнайтед» клубна кар'єра Верона пішла на спад. Ні в Манчестері, ні в лондонському «Челсі», до якого він перейшов у 2003 році, Хуан Себастьян не показував того футболу, який був йому властивий під час виступів за італійські «Парму» та «Лаціо». В «Челсі» він взагалі рідко потрапляв до складу і 2 роки (2004—2006) провів в оренді в міланському «Інтері», де виступав трохи вдаліше, ніж в Англії.
В 2006—2007 роках виступав на правах оренди в «Естудьянтесі», в якому починав футбольну кар'єру понад 10 років тому, а потім аргентинський клуб викупив права на Верона у «Челсі». В Аргентині Верон знову став лідером команди, привів «студентів» до перемоги в Кубку Лібертадорес, а сам два сезони поспіль ставав найкращим гравцем Південної Америки (2008, 2009).
У 2010 році Дієго Марадона включив 35-річного Верона до складу збірної Аргентини на чемпіонат світу в ПАР. Для Верона цей турнір став третім у кар'єрі після ЧС-1998 і ЧС-2002. Серед аргентинців, заявлених на ЧС-2010, Верон провів найбільше матчів за збірну, а за віком поступався лише 36-річному форварду Мартіну Палермо.
Кар'єра в Мілані не вдалась,через конфлікт з гравцем ротації ( Боб Римський), через те контракт, щойно підписаний прийшлось перервати.
У 2004 році Пеле включив Верона до списку ФІФА 100, до якого увійшли 125 великих футболістів, що нині живуть.
24 червня 2012 року Хуан Себастьян Верон завершив кар'єру після матчу «Естудьянтеса» з «Уніоном».

## Досягнення
Командні
 «Естудьянтес»
- Чемпіон другого дивізіону Аргентини: 1995
- Чемпіон Аргентини (2): Апертура 2006, Апертура 2010
- Володар Кубка Лібертадорес: 2009

 «Парма»
- Володар Кубка УЄФА: 1998/99
- Володар Кубка Італії: 1998/99

 «Лаціо»
- Чемпіон Італії: 1999/00
- Володар Кубка Італії: 2000
- Володар Суперкубка Італії: 2000
- Володар Суперкубка УЄФА: 1999

 «Манчестер Юнайтед»
- Чемпіон Англії: 2002/03

 «Інтернаціонале»
- Чемпіон Італії: 2005/06
- Володар Кубка Італії (2): 2004/05, 2005/06
- Володар Суперкубка Італії: 2005

 Збірна Аргентини
- Срібний призер Копа Америка: 2007

Особисті
- Гравець місяця англійської Прем'єр-ліги: вересень 2001
- Найкращий гравець Південної Америки (2): 2008, 2009